# Cédric Zesiger
Cédric Zesiger, né le 24 juin 1998 à Meyriez, est un footballeur international suisse qui évolue au poste de défenseur cental au FC Augsbourg.

## Biographie

### En club
Né le 24 juin 1998 à Meyriez dans le canton de Fribourg, Cédric Zesiger grandit dans la commune de Treiten et commence le football dans le club seelandais de Müntschemier, avant de rejoindre le centre de formation de Neuchâtel Xamax. À la suite de la faillite du club, il poursuit sa formation au sein de la nouvelle Fondation Gilbert Facchinetti, avant d’intégrer en juin 2015 la première équipe du Neuchâtel Xamax FCS. Après une saison 2015-2016 réussie en Challenge League, il s’engage en août 2016 avec le club zurichois de Grasshopper contre une somme d’environ un demi-millions de francs suisses.

#### BSC Young Boys (2019-2023)
En 2019, après avoir connu la relégation avec Grasshopper, il s’engage avec les BSC Young Boys, doubles champions de Suisse en titre. Il gagne deux championnats de suisse lors de ses deux première saisons en 2020 et 2021 ainsi qu'une coupe de suisse en 2020, lui offrant un doublé coupe-championnat dès sa première saison au club.
Entre temps, en avril 2022, le club annonce sa prolongation de contrat jusqu'en juin 2025,.
Il remporte en mai 2023 un nouveau titre de champion, le 16e titre du club, et s'offre un nouveau doublé coupe-championnat en soulevant sa deuxième Coupe de Suisse. Le 3 mai 2023, le club annonce son départ à la fin de saison pour la Bundesliga, ayant signé au VfL Wolfsburg,.

#### VfL Wolfsburg (2023-2025)
Avec le VfL Wolfsburg, il signe un contrat "à long terme".
Après dix-huit mois, le club annonce son prêt, en janvier 2025, jusqu'à la fin de la saison dans un autre club de Bundesliga le FC Augsburg.

##### FC Augsburg (depuis 2025)
Il joue jusqu'à la fin de la saison au FC Augsburg. Son club l'ayant prêté avec une option d'achat, il quitte définitivement le club six mois plus tard après avoir vu l'option d'achat levée par le FC Augsburg,.

### En équipe nationale
Il joue son premier match avec l'équipe nationale Suisse le 1er septembre 2021 lors d'un match amical contre la Grèce. Il est de nouveau appelé en équipe de Suisse en mars 2023, presque un ans et demi après sa première convocation.
En juin 2024, il figure dans la liste de 26 joueurs appelés par Murat Yakın pour l'Euro 2024. Il ne prend part à aucun match et voit son équipe être éliminée en quart de finale par l'Angleterre après avoir sortie l'Italie en huitième. 
En novembre 2024, il rejoint l'équipe nationale suite au forfait d'Aurèle Amenda.

## Statistiques
| Saison                | Club                  | Championnat           | Championnat | Championnat | Coupe(s) nationale(s) | Coupe(s) nationale(s) | Compétition(s) continentale(s) | Compétition(s) continentale(s) | Compétition(s) continentale(s) | Suisse | Suisse | Total | Total |
| Saison                | Club                  | Division              | M.          | B.          | M.                    | B.                    | Comp.                          | M.                             | B.                             | M.     | B.     | M.    | B.    |
| 2015-2016             | Neuchâtel Xamax FCS   | Challenge League      | 26          | 0           | 1                     | 1                     | -                              | -                              | -                              | -      | -      | 27    | 1     |
| 2016-2017             | Neuchâtel Xamax FCS   | Challenge League      | 6           | 0           | 1                     | 0                     | -                              | -                              | -                              | -      | -      | 7     | 0     |
| Sous-total            | Sous-total            | Sous-total            | 32          | 0           | 2                     | 1                     | -                              | -                              | -                              | -      | -      | 34    | 1     |
| 2016-2017             | Grasshopper           | Super League          | 7           | 0           | 2                     | 0                     | -                              | -                              | -                              | -      | -      | 9     | 0     |
| 2017-2018             | Grasshopper           | Super League          | 18          | 1           | 3                     | 0                     | -                              | -                              | -                              | -      | -      | 21    | 1     |
| 2018-2019             | Grasshopper           | Super League          | 21          | 1           | 2                     | 0                     | -                              | -                              | -                              | -      | -      | 23    | 1     |
| Sous-total            | Sous-total            | Sous-total            | 46          | 2           | 7                     | 0                     | -                              | -                              | -                              | -      | -      | 53    | 2     |
| 2019-2020             | Young Boys Berne      | Super League          | 23          | 2           | 5                     | 0                     | C3                             | 7                              | 0                              | -      | -      | 35    | 2     |
| 2020-2021             | Young Boys Berne      | Super League          | 28          | 0           | -                     | -                     | C3                             | 7                              | 0                              | -      | -      | 35    | 0     |
| 2021-2022             | Young Boys Berne      | Super League          | 20          | 0           | 2                     | 1                     | C1                             | 7                              | 1                              | 1      | 0      | 30    | 2     |
| 2022-2023             | Young Boys Berne      | Super League          | 31          | 2           | 5                     | 1                     | C4                             | 5                              | 0                              | 1      | 0      | 42    | 3     |
| Sous-total            | Sous-total            | Sous-total            | 102         | 4           | 12                    | 1                     | -                              | 26                             | 1                              | 2      | 0      | 142   | 6     |
| 2023-2024             | VfL Wolfsburg         | Bundesliga            | 23          | 0           | 3                     | 0                     | -                              | -                              | -                              | 2      | 0      | 28    | 0     |
| 2024-2025             | VfL Wolfsburg         | Bundesliga            | 7           | 0           | 1                     | 0                     | -                              | -                              | -                              | -      | -      | 8     | 0     |
| Sous-total            | Sous-total            | Sous-total            | 30          | 0           | 4                     | 0                     | -                              | -                              | -                              | 2      | 0      | 36    | 0     |
| 2024-2025             | FC Augsbourg          | Bundesliga            | 15          | 0           | -                     | -                     | -                              | -                              | -                              | 2      | 0      | 17    | 0     |
| Total sur la carrière | Total sur la carrière | Total sur la carrière | 225         | 6           | 25                    | 2                     | -                              | 26                             | 1                              | 6      | 0      | 282   | 9     |

## Palmarès
BSC Young Boys (5)
- Super League (3)
  - Champion : 2020, 2021 et 2023
- Coupe de Suisse (2)
  - Vainqueur : 2020 et 2023